# Kayra Zabcı
Kayra Aleyna Zabcı (* 21. August 2001 in Istanbul) ist eine türkische Schauspielerin.

## Leben und Karriere
Zabcı wurde am 21. August 2001 in Istanbul geboren. Sie studierte an der İstanbul Üniversitesi Devlet Konservatuvar. Mit ihrem zwölften Lebensjahr begann sie mit der Schauspielkarriere. 2013 wurde sie bei Best Model Child Turkey erste. Sie tauchte in verschiedenen Serien auf. 2014 tauchte sie in Aşktan Kaçilmaz auf. Außerdem bekam sie 2018 eine Rolle in Gülperi. Zwischen 2019 und 2020 spielte Zabcı in Doğduğun Ev Kaderindir mit. Seit 2022 spielt sie in der Fernsehserie Alparslan: Büyük Selçuklu die Hauptrolle.

## Filmografie (Auswahl)
Serien
- 2014: Aşktan Kaçilmaz
- 2018–2019: Gülperi
- 2019–2020: Doğduğun Ev Kaderindir
- seit 2022: Alparslan: Büyük Selçuklu